# Tillandsia 'Sea Urchin'
Tillandsia 'Sea Urchin' es un cultivar híbrido del género Tillandsia perteneciente a la familia Bromeliaceae.
Fue creado en el año 1979 con la especie Tillandsia capitata × Tillandsia juncea.